# 井伊直勝
井伊 直勝（いい なおかつ）は、安土桃山時代から江戸時代前期にかけての譜代大名。徳川氏の家臣。近江彦根藩2代藩主、後に上野安中藩初代藩主。直勝系井伊氏初代。

## 生涯
天正18年（1590年）、徳川四天王の一人・井伊直政の長男として遠江国浜松で誕生。慶長7年（1602年）、父・直政が関ヶ原の戦いの際に負った鉄砲傷が原因で病死すると、その跡を継いで彦根藩主となり、名を直継と改めた。
慶長8年（1603年）から徳川家康の命を受け、西国に向けての防衛拠点としての彦根城の築城にとりかかり、慶長11年（1606年）に完成すると佐和山城から彦根城へ居城を移した。ただし、直継は実質的に彦根藩主の地位にはあったが、家督の継承者としては分家の初代として本家の歴代当主としては数えない。
若年のためしばらくは家老が政務を代行していたが、元々個性の強い者が多かった配下の家臣がまとまらず、また徳川家の直臣から直政の寄騎となり家康の命でそのまま井伊家の家臣とされた「付人」と称された重臣の中には直継と合わず、機会があれば再び旗本（徳川家の直臣）に戻りたいと願う者もいたため、家中で内部対立が深刻化した。家康は木俣守勝・鈴木重好の両名を家老として直継を補佐させる方針であったが、慶長10年（1605年）には付人の椋原正直・西郷重員を中心とした家臣団が鈴木重好・重辰父子の不正を家康に直接告発したために重好が追放され、慶長15年（1610年）に木俣守勝が亡くなると、直継は家康の了承を得て守勝の養子・守安ではなく鈴木重辰と椋原正直を家老に任じたものの、父子揃って家中の人望を得ていた木俣家の排除は家臣達を動揺させた。
このように家中の動揺が収まらない中、慶長14年12月の段階で、家康は彦根を子の松平忠輝に与え、直継を忠輝の川中島に移すことを考えていた。ただし翌年閏2月の越後福嶋騒動により、忠輝が堀氏の旧領を加増されたため転封は沙汰止みとなった。
慶長19年（1614年）、大坂の陣が始まると、愚鈍であったため江戸に押し込められていた直継の名代として、家康は直孝を井伊軍の大将に指名し、直継は安中の関所警護を務めた。大坂冬の陣後、家康は期待に応えた働きを見せた直孝に正式に井伊氏の家督を継がせ、直継は上野安中藩3万石を分知された。このときに直継から直勝と名を改めた。井伊家の家督の交替は公式には直継の病弱を理由としているものの、当時の井伊家（彦根藩）は家康の直接統制下に置かれていたとされ、直継（直勝）・直孝間の家臣団の分割についても家康の命を受けた幕府年寄（老中）が決定したとされている。このため、実際には直継と付人の対立などで家康から家中を統制する「器用」がないと判断されてしまった直継が当主の座から追われたとみられている。この分割では、井伊谷以来の家臣は直継に、甲斐武田氏の遺臣などは異母弟・直孝に配属された。また井伊家の領地のうち彦根は直孝、上野安中は直継の領有とされた。
寛永9年（1632年）に隠居して長男・直好に家督を譲る。直好は正保2年（1645年）に三河国西尾藩、万治2年（1659年）に遠江掛川藩に移封され、隠居である直勝もこれに従った。
寛文2年（1662年）7月11日、遠江掛川城で病死した。享年73。病弱といわれていたが、結果として井伊宗家の家督を継いだ直孝より長命であった。
子孫は掛川から越後国与板に移り、与板藩として幕末まで続いた。

## 逸話
慶長8年（1603年）、井伊直継は彦根城を築城していた。工事は順調に進んでいるかと思われたが、肝心の天守の築造で工事の遅れが出てきた。側近は、人柱を立てることを申したが直継は「人柱など立てても、工事が進むわけではない」と首を縦に振らない。工事の遅れだけが積み重なり、ついには普請奉行の娘・菊が人柱として名乗り出た。菊が人柱とされた後は、工事は順調に進み天守は天守台にすえられた。工事が滞りなく進んだお礼をしたいと普請奉行を呼び寄せると、そこには菊の姿があった。直継は人柱を入れた箱を空箱とすり替えていたのだった（晋遊舎ムック「戦国武将と名城」など）。

## 系譜
父母
- 井伊直政（父）
- 花 ー 徳川家康の養女、松平康親の娘（母）

正室、継室
- 鳥居忠政の娘（正室）
- 中島新左衛門の娘（継室）

子女
- 井伊直好（長男）生母は継室
- 井伊直滋正室